# Манголл (Пенсільванія)
Манголл (англ. Munhall) — місто (англ. borough) в США, в окрузі Аллегені штату Пенсільванія. Населення — 10 774 особи (2020).

## Географія
Манголл розташований за координатами 40°23′37″ пн. ш. 79°54′3″ зх. д. / 40.39361° пн. ш. 79.90083° зх. д. (40.393601, -79.900954).  За даними Бюро перепису населення США в 2010 році місто мало площу 6,18 км², з яких 5,95 км² — суходіл та 0,23 км² — водойми.

## Демографія
Згідно з переписом 2010 року, у селищі мешкало 11 406 осіб у 5242 домогосподарствах у складі 2943 родин. Густота населення становила 1845 осіб/км².  Було 5825 помешкань (942/км²).
Расовий склад населення:
| - 87,5 % — білих - 9,5 % — чорних або афроамериканців - 1,0 % — азіатів - 0,1 % — корінних американців |

До двох чи більше рас належало 1,6 %. Частка іспаномовних становила 1,5 % від усіх жителів.
За віковим діапазоном населення розподілялося таким чином: 19,1 % — особи молодші 18 років, 62,0 % — особи у віці 18—64 років, 18,9 % — особи у віці 65 років та старші. Медіана віку мешканця становила 43,4 року. На 100 осіб жіночої статі у селищі припадало 88,0 чоловіків;  на 100 жінок у віці від 18 років та старших — 85,3 чоловіків також старших 18 років.
Середній дохід на одне домашнє господарство  становив 59 229 доларів США (медіана — 47 756), а середній дохід на одну сім'ю — 73 433 долари (медіана — 68 322). Медіана доходів становила 45 069 доларів для чоловіків та 40 367 доларів для жінок. За межею бідності перебувало 8,7 % осіб, у тому числі 15,1 % дітей у віці до 18 років та 7,2 % осіб у віці 65 років та старших.
Цивільне працевлаштоване населення становило 5893 особи. Основні галузі зайнятості: освіта, охорона здоров'я та соціальна допомога — 30,3 %, науковці, спеціалісти, менеджери — 12,0 %, фінанси, страхування та нерухомість — 10,9 %, мистецтво, розваги та відпочинок — 10,6 %.